# Новодмитровка (Краснопольский район)
Новодмитровка (укр. Новодмитрівка) — село, Краснопольский поселковый совет, Краснопольский район, Сумская область, Украина.
Код КОАТУУ — 5922355103. Население по переписи 2001 года составляло 242 человека.

## Географическое положение
Село Новодмитровка находится у истоком безымянной реки, которая через 10 км впадает в реку Сыроватка,
ниже по течению на расстоянии в 2 км расположен пгт Краснополье.
По селу протекает несколько пересыхающих ручьёв с запрудами.
К селу примыкает большой лесной массив (дуб).